# Ante Babaja
Ante Babaja (Imotski, 6. listopada 1927. – Zagreb, 14. siječnja 2010.), hrvatski filmski redatelj i scenarist.
Radio je kao profesor na Akademiji za kazalište, film i TV, današnjoj Akademiji dramske umjetnosti, osnivač njezina filmskog odsjeka, gdje je nakon odlaska u mirovinu bio profesor emeritus. Režirao je dokumentarne filmove među kojima se ističe film "Čuješ li me?". Zapaženi su mu dokumentarni filmovi-eseji "Tijelo", "Kabina" i "Čekaonica". Karakteristično za njegov rad u igranome filmu je da se više bavi proživljavanjem junaka, nego fabulom. Njegovi filmovi često su temeljeni na književnim djelima: Carevo novo ruho, Pravda, Breza, Mirisi, zlato i tamjan te Izgubljeni zavičaj. Često je surađivao s književnikom  Slobodanom Novakom pri adaptaciji njegovih djela.

## Filmografija

### Redatelj
- Jedan dan u Rijeci (1955.),
- Ogledalo (1955.),
- Nesporazum (1958.),
- Lakat kao takav (1959.),
- Carevo novo ruho (1961.),
- Pravda (1962.),
- Jury (1962.),
- Ljubav (1963.),
- Tijelo (1964.),
- Putokazi stoje na mjestu (1964.),
- Čuješ li me? (1965.),
- Kabina (1966.),
- Breza (1967.),
- Mirisi, zlato i tamjan (1971.),
- Basna (1974.)
- Čekaonica (1975.),
- Starice (1976.),
- Čuješ li me sad? (1978.),
- Izgubljeni zavičaj (1980.),
- Kamenita vrata (1992.),
- Dobro jutro (2007.).

### Scenarist
- Tijelo (1964.),
- Breza (1967.),
- Miris zlato i tamjan (1971.),
- Izgubljeni zavičaj (1980.),
- Kamenita vrata (1992.).

## Vanjske poveznice
- Životopis na www.film.hr
- Životopis na www.filmski-programi hr
- Ante Babaja u internetskoj bazi filmova IMDb-u (engl.)